# Catocala mopsa
Catocala mopsa là một loài bướm đêm trong họ Erebidae.